# Rencontre avec un tueur
Pour plus de détails, voir Fiche technique et Distribution.
Rencontre avec un tueur est un téléfilm français réalisé par Claude-Michel Rome diffusée le 30 mars 2009 sur TF1.

## Synopsis
Principal témoin dans la disparition de la famille Maertens, Stéphane Hermant fait la Une de la presse... Dans la fièvre de la course à l'audience, Raphaëlle Sauléac, reporter pour l'agence Telma Presse, fait de lui une star du petit écran. Seul l'enquêteur de gendarmerie Luc Del Monte est persuadé que tous sont manipulés. Pour lui, Hermant est un "voleur de vie", qui tue pour prendre la place de ses victimes, changeant à chaque fois d'identité. Mais, pour le prouver, Luc Del Monte doit déjà convaincre Raphaëlle qu'elle est tombée dans les filets du diable en personne... 

## Fiche technique
Source : IMDb, sauf mention contraire
- Réalisateur : Claude-Michel Rome
- Scénariste : Claude-Michel Rome
- Musique du film : Frédéric Porte
- Directeur de la photographie : Bernard Déchet
- Montage : Stéphanie Mahet
- Distribution des rôles : Sylvie Brocheré
- Création des décors : Isabelle Quillard
- Société de production : Made in PM, AT-Production, RTL-TVi et TF1
- Société de distribution : TF1
- Genre : Film dramatique
- Durée : 105 minutes (diffusé en 2 parties)
- Date de diffusion : 30 mars 2009 sur TF1

## Distribution
- Astrid Veillon : Raphaëlle Sauléac
- Arnaud Giovaninetti : Stéphane Herman
- Yannis Baraban : Luc del Monte
- Emmanuel Quatra : Marty
- Antoine Coesens : André Declerck
- Lucien Jean-Baptiste : Lieutenant de Mauny
- Laurent Fernandez : Horace Mercier
- Arièle Semenoff : Hélène Sauléac
- Didier Pain : Paul Dargent
- Jean-Marie Cornille : Colonel Vigier
- Gabrielle Forest : Alice Herman
- Laurent Moreau : Gendarme Escoffier
- Richard Medkour : Patrick Reinhart
- Stephen Shaggy : Malcolm Correy
- Hesther Wilcox : Fiona Correy
- Roman Amer : Jason Correy
- Dilia Gavarrete-Lhardit : Médecin légiste
- Naser Belhaoues : Médecin urgentiste
- Eric Schwab : Gendarme perquisition
- Véronique Balme : Maître d'hôtel
- Pierre Piacentino : Chef de camp
- Philippe Barbieri, Cathy Darietto, Christophe Lorion et Barbara Rachel Baer : Journalistes
- Alain Cesco-Resia : Employé d'hôtel
- Gil Rey : Chauffeur de taxi
- Luca Sherman : Journaliste italien